# Cyrtodactylus darevskii
Cyrtodactylus darevskii es una especie de gecos de la familia Gekkonidae.

## Distribución geográfica yhábitat
Es endémica de una zona kárstica del centro de Laos. Su rango altitudinal oscila alrededor de 170 m s. n. m..